# Alumini
L'alumini és l'element químic de símbol Al i nombre atòmic 13. És poc dens en comparació amb altres metalls comuns i té aproximadament un terç de la densitat de l'acer. Presenta una gran afinitat per l'oxigen i forma una capa protectora d'òxid en ser exposat a l'aire. A primera vista, recorda l'argent pel seu color i la seva gran reflectivitat. És tou, dúctil i no magnètic. La gran abundància del seu únic isòtop estable, el ²⁷Al, en fa el dotzè element més comú de l'Univers. La radioactivitat del ²⁶Al es fa servir en la datació radiomètrica.
És un metall del bloc p i del grup del bor. En consonància amb la regla general d'aquest grup, sol formar compostos en l'estat d'oxidació +3. El catió Al³⁺ té un radi petit i una càrrega alta, cosa que en potencia la capacitat de polarització i afavoreix la formació d'enllaços més covalents.
És l'element metàl·lic més abundant en l'escorça terrestre. La seva lleugeresa, conductivitat elèctrica, resistència a la corrosió i baix punt de fusió el converteixen en un material idoni per a multitud d'aplicacions, especialment l'aeronàutica. No obstant això, la gran quantitat d'energia necessària per a l'obtenció del metall a partir dels òxids dificulta la seva major utilització; dificultat que pot compensar-se pel seu baix cost de reciclatge, la seva dilatada vida útil i l'estabilitat del preu.

## Característiques generals

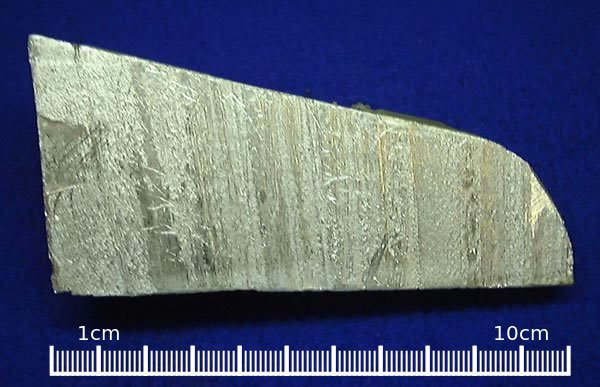
Alumini

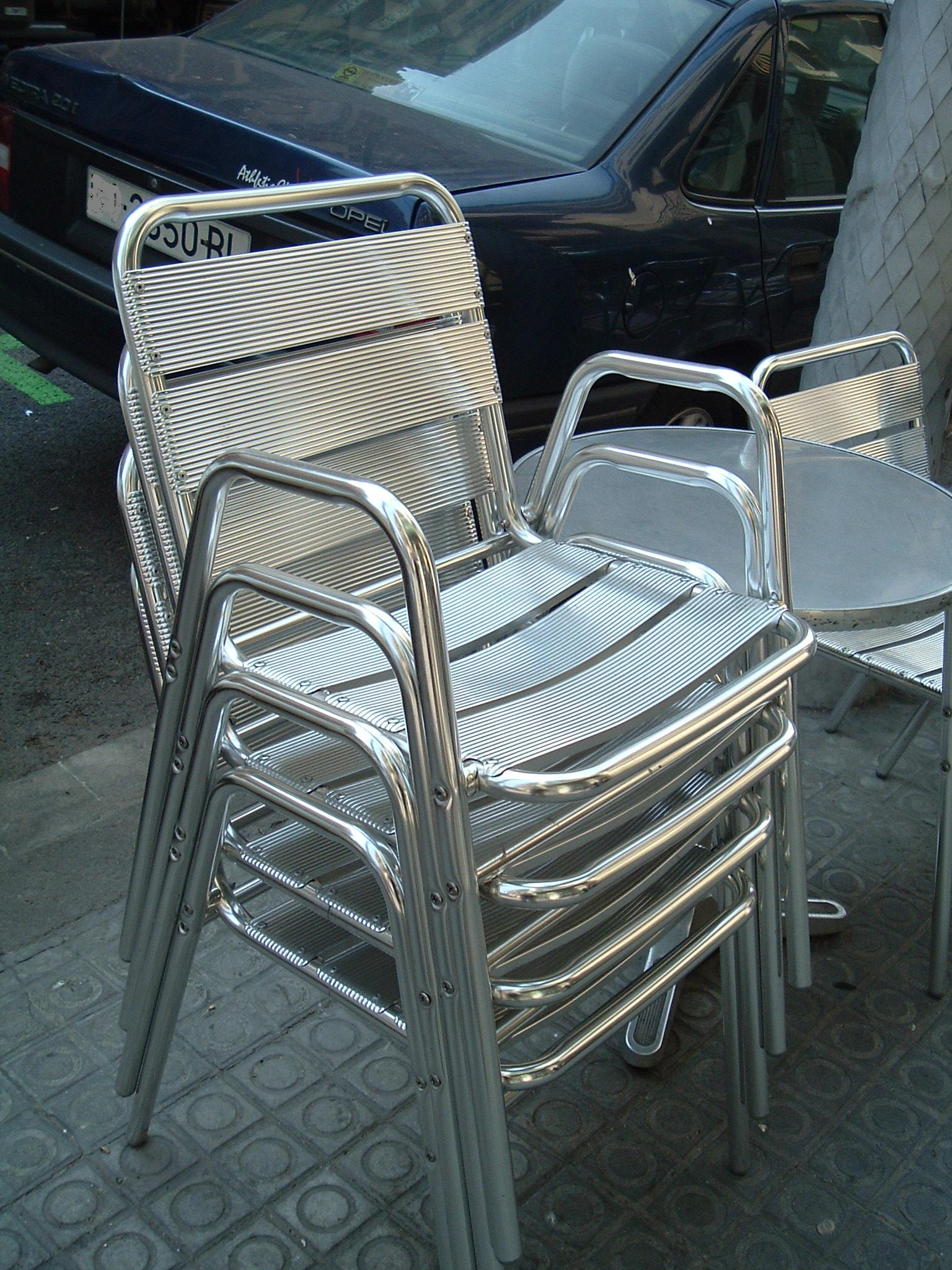
Mobiliari d'alumini

L'alumini és un metall lleuger, tou però resistent i d'aspecte gris argentat. La seva densitat és aproximadament un terç de la de l'acer o del coure, és molt mal·leable i dúctil i apte per ser mecanitzat i per a la fosa. A causa de la seva elevada calor d'oxidació es forma ràpidament, en presència d'aire, una fina capa superficial d'òxid d'alumini (Al₂O₃) impermeable i adherent que atura el procés d'oxidació proporcionant-li resistència a la corrosió i durabilitat. Aquesta capa protectora pot ser ampliada per electròlisis en presència d'oxalats.
L'alumini té característiques amfòteres. Això significa que es dissol tant en àcids (formant sals d'alumini) com a bases fortes (formant aluminat amb l'anió [Al(OH)4]-) alliberant hidrogen.
El principal i gairebé únic estat d'oxidació de l'alumini és +III, com és d'esperar per la configuració electrònica que presenta, amb tres electrons en la capa de valència.

## Aplicacions
Si es considera la quantitat o el valor del metall més emprat, el seu ús excedeix al del qualsevol altre exceptuant l'acer, i és un material important en multitud d'activitats econòmiques. L'alumini pur és tou i fràgil, però els seus aliatges amb petites quantitats de coure, manganès, silici, magnesi i altres elements presenten una gran varietat de característiques adequades a les més diverses aplicacions. Aquests petits aliatges constitueixen el component principal de molts de components dels avions i coets, en què el pes és un factor crític.
Quan s'evapora alumini en el buit, forma un revestiment que reflecteix tant la llum visible com la infraroja. A més la capa d'òxid que es forma impedeix el deteriorament del recobriment, per aquesta raó s'ha emprat per a revestir els miralls de telescopis, en substitució de l'argent.
Donada la seva gran reactivitat química, finament polvoritzat es fa servir com a combustible sòlid de coets; en algun explosiu, com a ànode de sacrifici i en processos d'aluminotèrmia per a l'obtenció de metalls.
Altres usos de l'alumini metàl·lic són:
- Transport, com a material estructural en avions, automòbils, tancs, superestructures de vaixells, blindatges, etc.
- Embalatge; paper d'alumini, tetrabriks, llaunes (envàs), etc.
- Construcció; finestres, portes, perfils estructurals, etc.
- Béns de consum; eines de cuina, ferramentes, etc.
- Transmissió elèctrica. Encara que la seva conductivitat elèctrica és tan sols el 60% de la del coure la seva major lleugeresa permet una major separació entre les torres d'alta tensió, disminuint els costos de la infraestructura.
- Recipients criogènics (fins a –200 °C), ja que no presenta temperatura de transició de dúctil a fràgil com l'acer, i la tenacitat de l'alumini continua sent bona a baixes temperatures.
- Material de caldereria; radiadors...

També s'utilitzen compostos d'alumini a;
- Les sals d'alumini dels àcids grassos (p. ex. l'estearat d'alumini) formen part del napalm.
- Els hidrurs complexos d'alumini són reductors útils en síntesi orgànica.
- Els halurs d'alumini tenen característiques d'àcid de Lewis i són utilitzats com a tals, com a catalitzadors i com a reactius auxiliars.
- Els aluminosilicats són un tipus important de mineral. Formen part de les argiles i són la base de moltes ceràmiques.
- Afegir additius d'òxid d'alumini o aluminosilicats a vidres, fa variar les propietats tèrmiques, mecàniques i òptiques d'aquests.
- El corindó (Al₂O₃) és utilitzat com a abrasiu. Algunes variants d'aquest, com el rubí i el safir s'utilitzen en joieria com a pedres precioses.

Aliatges d'alumini;
- Duralumini

## Història

Tendència de la producció mundial d'alumini.

Tant a Grècia com a Roma s'emprava l'alum (del llatí alumen, alum), una sal doble d'alumini i potassi com mordent en tintoreria i astringent en medicina, ús encara en vigor. El 1761 el químic francès Louis Bernard Guyton de Morveau va proposar d'anomenar la base de l'alum com a alumine.
Generalment es reconeix a Friedrich Wöhler l'aïllament de l'alumini el 1827. Així i tot, el metall va ser obtingut, impur, dos anys abans pel físic i químic danès Hans Christian Ørsted. El 1807, Humphry Davy va detectar un metall a la base de l'alum i va proposar el nom aluminum per a aquell metall encara no descobert, però més tard va decidir canviar-lo per aluminium per coherència amb la majoria dels noms d'elements, que usen el sufix -ium. D'aquest van derivar els noms actuals en altres idiomes; tanmateix, als Estats Units amb el temps es va popularitzar l'ús de la primera forma, que també és admesa per la IUPAC encara que prefereix l'altra.

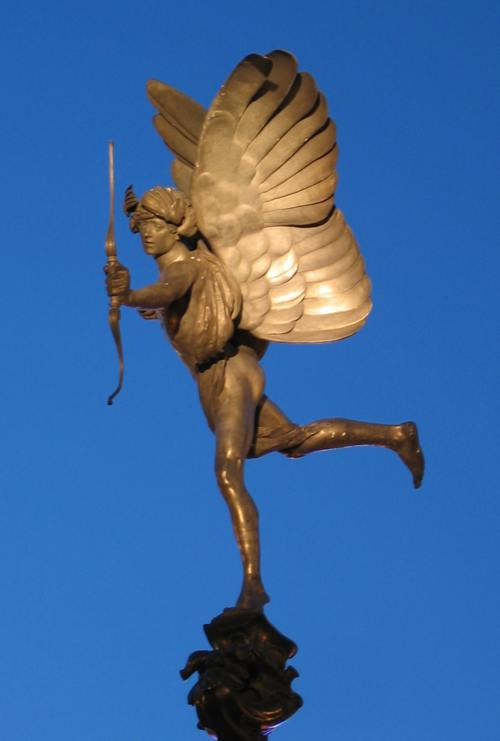
L'estàtua Eros, a Piccadilly Circus (Londres), fou feta el 1893 i és una de les primeres estàtues d'alumini.

Quan va ser descobert es va trobar que era extremadament difícil la seva separació de les roques de les quals formava part, per la qual cosa durant un temps va ser considerat un metall preciós, més car que l'or. A mitjan segle xix, es van obtenir a França petites quantitats d'alumini per reducció de clorur aluminós-sòdic amb sodi, procediment desenvolupat per Saint-Claire Deville basant-se en els treballs de Hans Christian Ørsted i Friedrich Wöhler. Es van exhibir barres d'alumini juntament amb les joies de la corona de França a l'Exposició Universal de 1855 i es va dir que Napoleó III havia encarregat un joc de plats d'alumini per als seus més il·lustres convidats.
L'any 1882 l'alumini era considerat un metall de sorprenent raresa del qual es produïen a tot el món menys de 2 tones anuals. El 1884 es va seleccionar l'alumini com a material per al vèrtex del Monument a Washington, en una època en què l'unça (30 grams) costava l'equivalent al sou diari dels obrers que intervenien en el projecte; tenia el mateix valor que l'argent.
Tanmateix, amb les millores dels processos els preus van baixar contínuament fins a col·lapsar-se el 1889 després de descobrir un mètode senzill d'extracció del metall alumini. La invenció de la dinamo per Siemens el 1866 va proporcionar la tècnica adequada per a produir l'electròlisi de l'alumini. La invenció del procés Hall-Héroult a 1886 (patentat independentment per Héroult a França i Hall als EUA) abarateix el procés d'extracció de l'alumini a partir del mineral, la qual cosa va permetre, juntament amb el procés Bayer (inventat l'any següent, i que permet l'obtenció d'òxid d'alumini pur a partir de la bauxita), que s'estengués el seu ús fins a fer comú en multitud d'aplicacions. Les seves aplicacions industrials són relativament recents, produint a escala industrial des de finals del segle xix. Això va possibilitar que l'alumini passés a ser un metall comú i familiar. Pel 1895 el seu ús com a material de construcció estava tan estès que havia arribat a Sydney, Austràlia, on es va utilitzar a la cúpula de l'edifici de la Secretaria.

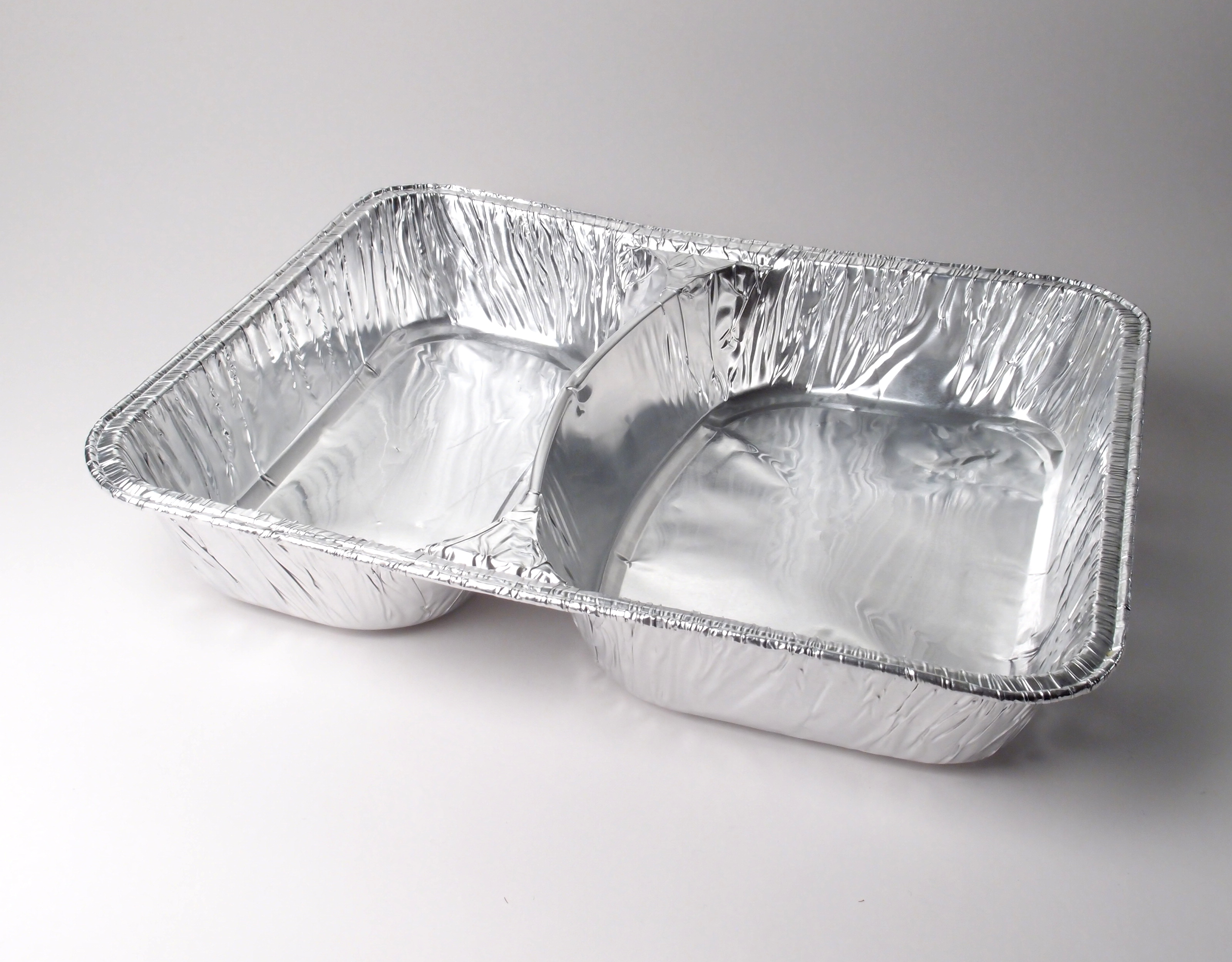
Recipient alimentari d'alumini

La producció mundial va arribar a les 6.700 tones cap al 1900, 700.000 el 1939 i el 1943 va arribar als dos milions a causa de l'impuls de la Segona Guerra Mundial. Des de llavors, la producció s'ha disparat fins a superar la de tots els altres metalls no ferris.
Actualment, el procés ordinari d'obtenció del metall consta de dues etapes, l'obtenció d'alúmina pel procés Bayer a partir de la bauxita, i posterior electròlisi de l'òxid per obtenir l'alumini.
La recuperació del metall a partir de la ferralla, material vell o desfets (reciclatge) era una pràctica coneguda des de principis del segle xx. Tanmateix, és a partir dels anys 1960 quan es generalitza, més per raons mediambientals que estrictament econòmiques, ja que el reciclatge consumeix el 5% del que consumeix la producció metal·lúrgica a partir del mineral.

## Abundància i obtenció
Tot i que l'alumini és un material molt abundant a l'escorça terrestre (8,1%) rarament es troba lliure. Les seves aplicacions industrials són relativament recents, produint-se a escala industrial des de finals del segle xix. Quan va ser descobert es va trobar que era extremadament difícil la seva separació de les roques de què formava part, per la qual cosa durant un temps va ser considerat un metall preciós, més car que l'or; no obstant això, amb les millores dels processos els preus van baixar contínuament fins a col·lapsar-se el 1889 després de descobrir-se un mètode senzill d'extracció del metall. Actualment, un dels factors que estimula el seu ús és l'estabilitat del seu preu.
El 1859 Henri Sainte-Claire Deville va publicar dues millores en el seu procés d'obtenció: substituir el potassi per sodi i substituir el clorur simple pel doble. Posteriorment, la invenció del procés Hall-Héroult el 1886 va abaratir el procés d'extracció de l'alumini a partir del mineral, la qual cosa va permetre, juntament amb el procés Bayer del mateix any, que s'ampliés el seu ús fins a fer-se comú en multitud d'aplicacions.
La producció d'alumini té diverses repercussions mediambientals partint de l'extracció en mines a cel obert de la bauxita i la transformació d'aquesta a alúmina, per després extreure l'alumini elemental. Els efectes més significatius són:
- Desforestació de la zona eliminant el 100% de la flora i de la fauna, ja que en ser mines a cel obert són la causa indirecta de la desforestació en aquestes zones. També a causa de l'obertura de les vies d'accés dins d'aquests boscos. Un cop oberts aquests camins, els fusters, els productors de carbó i d'altres empreses entren i acaben de desforestar la zona. És un cas acusat a Jamaica, on més d'un terç de les conques s'han deteriorat, secant rius i deixant sense aigua als poblats i ciutats del voltant.[cal citació]
- Contaminació de l'aire a causa dels gasos emesos per la maquinària i de les explosions controlades que es fan per extreure el mineral.
- Contaminació de l'aigua, els sòls i els aqüífers a causa de les tècniques d'extracció de la bauxita i el posterior tractament d'aquesta.
- L'alt consum energètic arribant a consumir uns 15.000 kWh.[cal citació] Això comporta que l'alumini sigui un dels metalls amb consum d'energia més elevats per a la seva producció.
- Un elevat consum d'aigua durant tot el procés d'extracció i producció.
- Vessaments d'aigües contaminades. És un dels grans problemes ambientals que causa la producció d'alumini. Aquestes aigües contenen grans proporcions d'alumini i altres metalls que es filtren al subsòl i van a parar a rius i pous inutilitzant el seu ús per a consum humà i animal i impossibilitant la vida de la flora en aquestes zones.
- Emissions de vapors de quitrà en les plantes de producció i en les mines d'extracció.
- Emissions de diòxid de sofre (gas causant de la pluja àcida) arribant a emetre 30 kg per tona d'alumini.
- L'emissió de fins a 2.000.000 m³[cal citació] de fluoramina (gas irritant, tòxic per a les plantes i que causa alteracions als ossos, a les dents, als ronyons i al cabell) per tona d'alumini.
- La producció de 0,7 tones de fang vermell per tona d'alumini amb metalls pesants molt bàsics (pH 12).

La recuperació del metall a partir de la ferralla (reciclatge) era una pràctica coneguda des de principis del segle xx. És, no obstant això, a partir dels 60 quan es generalitza, més per raons mediambientals que estrictament econòmiques.
El procés ordinari d'obtenció del metall consta de dues etapes, l'obtenció d'alúmina pel procés Bayer a partir de la bauxita, i posterior electròlisi de l'òxid per a obtenir l'alumini.
L'elevada reactivitat de l'alumini impedeix extraure'l de l'alúmina per mitjà de reducció, essent necessària l'electròlisi de l'òxid, la qual cosa exigeix al seu torn que aquest es trobi en estat líquid. Tanmateix, l'alúmina té un punt de fusió de 2000 °C, excessivament alta per a escometre el procés de forma econòmica, fet pel qual era dissolta en criolita fosa, la qual cosa disminuïa la temperatura fins als 1000 °C. Actualment, la criolita se substitueix cada vegada més per la ciolita, un fluorur artificial d'alumini, sodi i calci.

## Característiques

### Característiques físiques
Entre les característiques físiques de l'alumini, destaquen les següents:
- És un metall lleuger, la densitat és de 2.700 kg/m³ (2,7 vegades la densitat de l'aigua), un terç de la de l'acer.
- Té un punt de fusió baix: 660 °C (933 K).
- El pes atòmic de l'alumini és de 26,9815 u.
- És de color blanc brillant, amb bones propietats òptiques i un alt poder de reflexió de radiacions lluminoses i tèrmiques.
- Té una elevada conductivitat elèctrica compresa entre 34 i 38 m/(Ω mm²) i una elevada conductivitat tèrmica (80 a 230 W/(mK)).
- Resistent a la corrosió, als productes químics, a la intempèrie i a l'aigua de mar, gràcies a la capa d'Al₂O₃ formada.
- Abundant en la naturalesa. És el tercer element més comú en l'escorça terrestre, després de l'oxigen i el silici.
- La seva producció metal·lúrgica a partir de minerals és molt costosa i requereix gran quantitat d'energia elèctrica.
- Material fàcil i barat de reciclar.

### Característiques mecàniques
Entre les característiques mecàniques de l'alumini es tenen les següents:
- De fàcil mecanitzat.
- Molt mal·leable, permet la producció de làmines molt primes.
- Bastant dúctil, permet la fabricació de cables elèctrics.
- Material tou (Escala de Mohs: 2-3). Límit de resistència a tracció: 160-200 N/mm² [160-200 MPa] en estat pur, en estat alejat el rang és de 1.400-6.000 N/mm². El duralumini és un aliatge particularment resistent.
- Per al seu ús com a material estructural es necessita alejar-lo amb altres metalls per millorar les propietats mecàniques.
- Permet la fabricació de peces per fosa, forja i extrusió.
- Material soldable.
- Amb CO₂ absorbeix el doble de l'impacte.

### Característiques químiques

Estructura atòmica de l'alumini.

- A causa del seu elevat estat d'oxidació es forma ràpidament a l'aire una fina capa superficial d'òxid d'alumini (alúmina, Al₂O₃) impermeable i adherent que atura el procés d'oxidació, el que li proporciona resistència a la corrosió i durabilitat. Aquesta capa protectora, de color gris mat, pot ser ampliada per electròlisi en presència d'oxalats.
- L'alumini té característiques amfòteres. Això significa que es dissol tant en àcids (formant sals d'alumini) com a bases fortes (formant aluminat amb l'anió [Al(OH)4]-) alliberant hidrogen.
- La capa d'òxid formada sobre l'alumini es pot dissoldre en àcid cítric formant citrat d'alumini.
- El principal i gairebé únic estat d'oxidació de l'alumini és + III com és d'esperar pels seus tres electrons en la capa de valència.

L'alumini reacciona amb facilitat amb HCl, NaOH, àcid perclòric, però en general resisteix la corrosió a causa de l'òxid. No obstant això, quan hi ha ions Cu2+ i Cl–, la seva passivació desapareix i és molt reactiu.
Els alquilaluminis, usats en la polimerització de l'etilè, són tan reactius que destrueixen el teixit humà i produeixen reaccions exotèrmiques violentes al contacte de l'aire i l'aigua.
L'òxid d'alumini és tan estable que es fa servir per obtenir altres metalls a partir dels seus òxids (crom, manganès, etc.) pel procés aluminotèrmic.

## Isòtops
L'alumini té nou isòtops les masses atòmiques dels quals varien entre 23 i 30 uma. Tan sols l'Al-27, estable, i Al-26, radioactiu amb una vida mitjana de 0,72 × 10⁶ anys, es troben en la naturalesa. L'Al-26 es produeix en l'atmosfera en ser bombardejat l'argó amb raigs còsmics i protons. Els isòtops d'alumini tenen aplicació pràctica en la datació de sediments marins, gels de glaceres, meteorits, etc. La relació Al-26/Be-10 s'ha emprat en l'anàlisi de processos de transport, deposició, sedimentació i erosió a escales de temps de milions d'anys.
L'Al-26 cosmogènic es va aplicar primer en els estudis de la Lluna i els meteorits. Aquests últims estan sotmesos a un intens bombardeig de raigs còsmics durant el seu viatge espacial, produint-se una quantitat significativa d'Al-26. Després del seu impacte contra la Terra, l'atmosfera, que filtra els raigs còsmics, deté la producció d'Al-26 permetent determinar la data en què el meteorit va caure.

## Producció

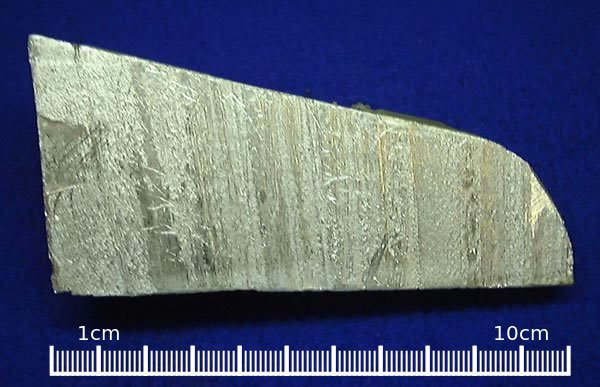
Centau nord-americà i tros d'alumini. El cèntim ha estat una moneda fabricada durant anys en coure. El 1974 es va fabricar en alumini, pel valor mateix dels materials. La moneda en alumini va ser posteriorment rebutjada.

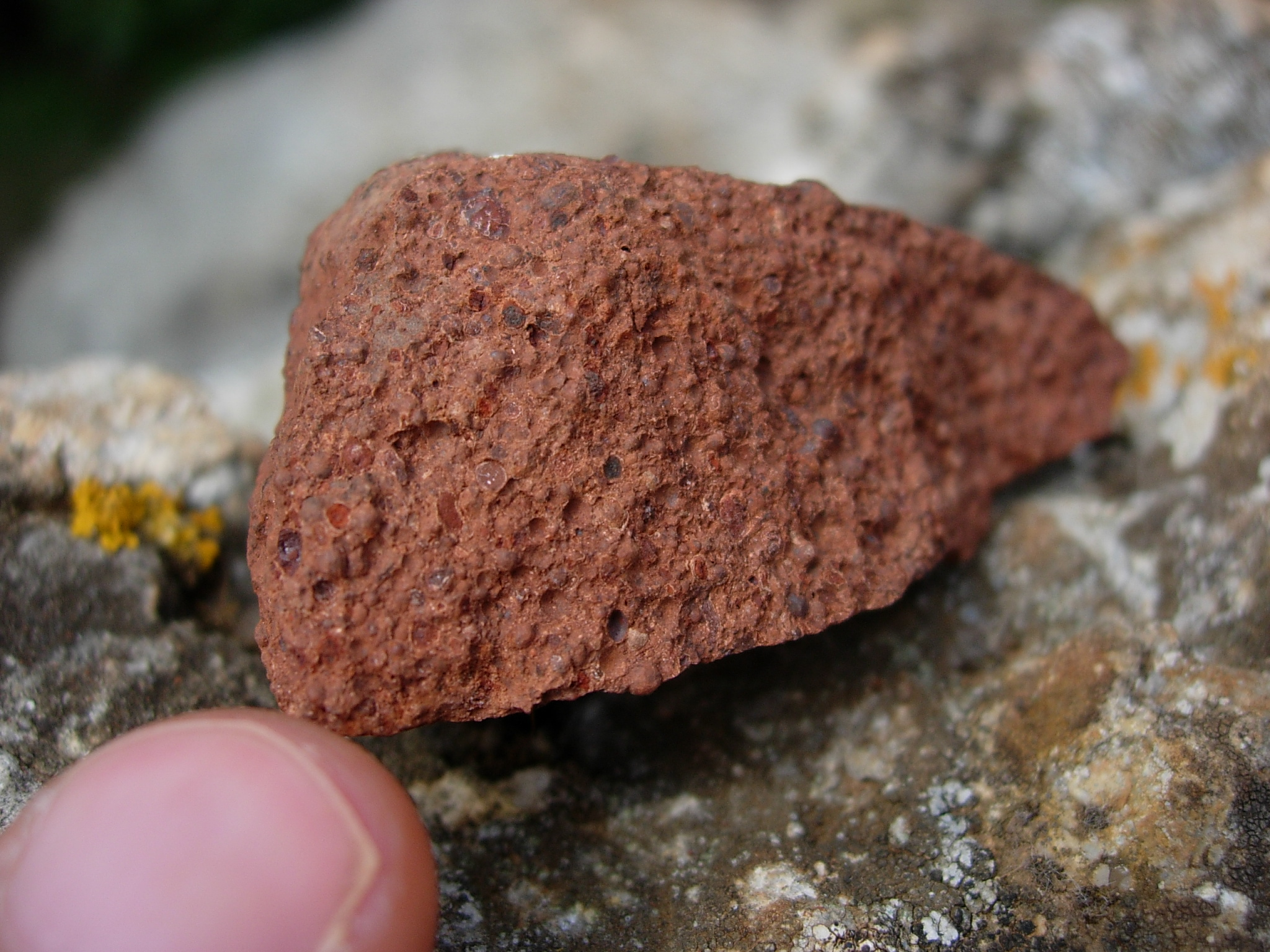
Bauxita (Hérault).

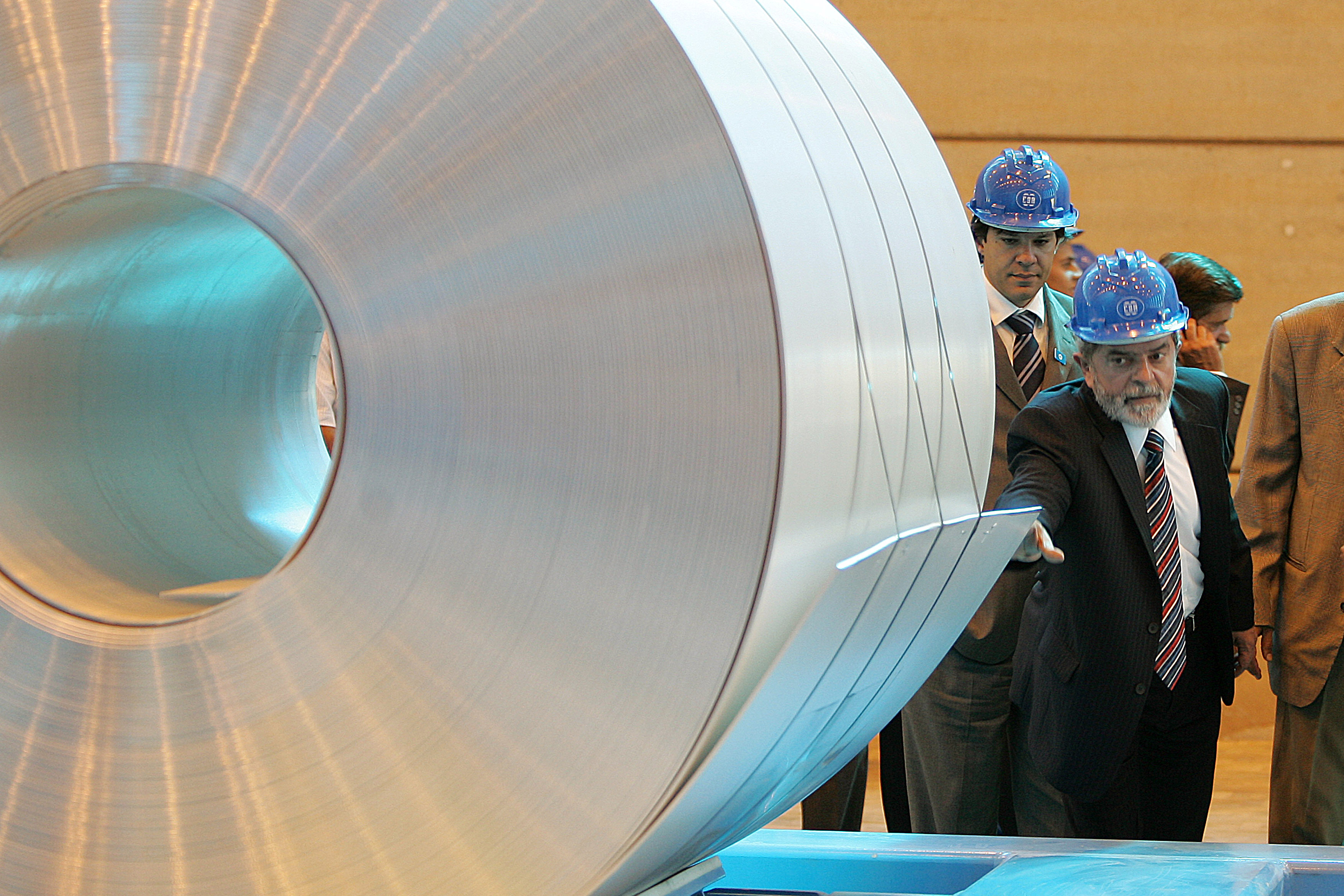
Bobina de xapa d'alumini.

L'alumini és un dels elements més abundants de l'escorça terrestre (8 %) i un dels metalls més cars a obtenir. La producció anual es xifra en uns 33,1 milions de tones. La Xina i Rússia en són els productors més destacats, amb 8,7 i 3,7 milions respectivament. Una part molt important de la producció mundial és producte del reciclatge. El 2005 suposava aproximadament un 20 % de la producció total. A continuació es llista unes xifres de producció:
| Any                                      | Àfrica | Amèrica del Nord | Amèrica del Sud i central | Àsia  | Europa i Rússia | Oceania | Total  |
| ---------------------------------------- | ------ | ---------------- | ------------------------- | ----- | --------------- | ------- | ------ |
| 1973                                     | 249    | 5.039            | 229                       | 1.439 | 2.757           | 324     | 10.037 |
| 1978                                     | 336    | 5.409            | 413                       | 1.126 | 3.730           | 414     | 11.428 |
| 1982                                     | 501    | 4.343            | 795                       | 1.103 | 3.306           | 548     | 10.496 |
| 1987                                     | 573    | 4.889            | 1.486                     | 927   | 3.462           | 1.273   | 12.604 |
| 1992                                     | 617    | 6.016            | 1.949                     | 1.379 | 3.319           | 1.483   | 14.763 |
| 1997                                     | 1.106  | 5.930            | 2.116                     | 1.910 | 6.613           | 1.804   | 19.479 |
| 2003                                     | 1.428  | 5.945            | 2.275                     | 2.457 | 8.064           | 2.198   | 21.935 |
| 2004                                     | 1.711  | 5.110            | 2.356                     | 2.735 | 8.433           | 2.246   | 22.591 |
| Producció d'alumini en milions de tones. |        |                  |                           |       |                 |         |        |

La matèria primera a partir de la qual s'extreu l'alumini és la bauxita, que rep el seu nom de la localitat francesa de Les Baux, on va ser extreta per primera vegada. Actualment els principals jaciments es troben en el Carib, Austràlia, Brasil i Àfrica perquè la bauxita extreta allà es disgrega amb més facilitat. És un mineral ric en alumini, entre un 20 % i un 30% en massa, respecte del 10 % o 20 % dels silicats alumínics existents en argiles i carbons. És un aglomerat de diversos compostos que conté caolinita, quars, òxids de ferro i titània, i on l'alumini es presenta en diverses formes hidròxides com la gibsita, Al(OH)3 , la bohemita, AlOOH i la diasporita, AlOOH.
L'obtenció de l'alumini es realitza en dues fases: l'extracció de l'alúmina a partir de la bauxita (procés Bayer) i l'extracció de l'alumini a partir d'aquesta última mitjançant electròlisi. Quatre tones de bauxita produeixen dues tones d'alúmina i, finalment, una d'alumini. El procés Bayer comença amb el triturat de la bauxita i el seu rentat amb una solució calenta d'hidròxid de sodi a alta pressió i temperatura. La sosa dissol els compostos de l'alumini, que en trobar en un medi fortament bàsic, s'hidraten:
Al(OH)  3  + OH -  + Na+  → Al(OH)4 -  + Na+
AlO(OH)  2  + OH -  + H2O + Na+  → Al(OH)4 -  + Na+ 
Els materials no alumínics se separen per decantació. La solució càustica de l'alumini es refreda després per recristal·litzar l'hidròxid i separar-lo de la sosa, que es recupera per al seu ulterior ús. Finalment, es calcina l'hidròxid d'alumini a temperatures properes a 1000 °C, per formar l'alúmina.
2 Al(OH)3  → Al2O3  + 3 H2O
L'òxid d'alumini així obtingut té un punt de fusió molt alt (2.000 °C) que fa impossible sotmetre-ho a un procés d'electròlisi. Per salvar aquest escull es dissol en un bany de criolita, i se n'obtindrà una barreja eutèctica amb un punt de fusió de 900 °C. A continuació es procedeix a l'electròlisi, que es realitza submergint en la cuba uns elèctrodes de carboni (tant l'ànode com el càtode), disposats en horitzontal. Cada tona d'alumini requereix entre 17 i 20 MWh d'energia per obtenir-la, i consumeix en el procés 460 kg de carboni, el que suposa entre un 25% i un 30% del preu final del producte, convertint a l'alumini en un dels metalls més cars d'obtenir. De fet, s'estan buscant processos alternatius menys costosos que el procés electrolític. L'alumini obtingut té una puresa del 99,5% al 99,9%, sent les impureses de ferro i silici principalment. De les cubes passa al forn on és purificat mitjançant l'addició d'un fundent o s'alia amb altres metalls a fi d'obtenir materials amb propietats específiques. Després s'aboca en motlles o es fan lingots o xapes.

## Precaucions
L'alumini és un dels pocs elements abundants en la naturalesa que semblen no tenir cap funció biològica beneficiosa. Algunes persones manifesten al·lèrgia a l'alumini, patint dermatitis per contacte i, fins i tot, trastorns digestius en ingerir aliments cuinats en recipients d'alumini; per a la resta de persones, no es considera tant tòxic com els metalls pesants, encara que hi ha proves de certa toxicitat si es consumeix en grans quantitats. L'ús de recipients d'alumini no s'ha trobat que ocasioni problemes de salut, estant aquests relacionats amb el consum d'antiàcids o desodorants que contenen alumini. S'ha suggerit que l'alumini pot estar relacionat amb l'Alzheimer, encara que la teoria ha estat refutada.

## Reciclatge, l'alumini secundari

Codi de reciclatge de l'alumini.

El reciclatge d'un material és l'única alternativa que existeix per danyar el menys possible el medi ambient i no veure'ns envoltats de munts de ferralla i residus. L'alumini és un dels metalls amb més abundància al món, el problema és que únicament es pot extreure de la bauxita, i aquesta és bastant escassa, d'aquí és d'on prové el seu elevat cost i la importància del seu reciclatge.
L'alumini és 100%, això facilita les coses en la seva obtenció. El cicle de reciclatge de l'alumini és totalment efectiu, ja que es recuperen el total de les seves qualitats físiques i químiques i pot arribar a fer molts cicles efectius, allargant la seva durada del cicle de vida del metall. Tot i que és un metall 100% reciclable, tot l'alumini produït i elaborat no pot ser reciclat, a causa de les seves combinacions amb compostos alhora de fer objectes o el seu aliatge amb diferents elements que dificulten el procés de separació de l'alumini fent que el procés de reciclatge no sigui viable econòmicament. Per això la meitat de l'obtenció de l'alumini prové del mineral bauxita i l'altra meitat, del procés de reciclatge de la ferralla d'alumini. Bona part de l'alumini que no és capaç de separar-se per aliatge, és adequat únicament per la refinació, a la qual a aquesta ferralla se li addiciona silicona (sobre el 13% en massa) prevenint un nou forjat de l'alumini.
El procés de reciclatge de l'alumini es divideix en dues subseccions principalment. En primer lloc la ferralla és seleccionada, és a dir, separar la ferralla no aprofitable per la indústria de l'alumini. En segon lloc es porta la ferralla al seu punt de fusió. Aquest mètode comporta diversos avantatges enfront l'obtenció directe de l'alumini:
- Estalvi d'energia: S'estalvia fins a un 91% en produir alumini a partir de ferralla en comparació de l'obtenció a través del mineral bauxita.
- Evita residus: Pot ser reciclat al 100%.
- Recupera el seu valor: No varien les condicions en refondre la ferralla. El metall obtingut pot ser tornat en lingots amb les mateixes propietats i el procés pot ser repetit indefinidament.
- Altres avantatges: Els productes d'alumini són molt lleugers i molt fàcils de transportar. Tampoc es cremen, trenquen, ni s'oxiden, per això és un residu de fàcil maneig.

El reciclatge de l'alumini va ser una activitat de baix perfil fins a finals dels anys seixanta, quan l'ús creixent de l'alumini per a la fabricació de llaunes de refrescos va portar el tema al coneixement de l'opinió pública.
A Europa, l'alumini gaudeix de taxes de reciclat altes que oscil·len entre el 42% de les llaunes de begudes i el 85% de la construcció i el 95% del transport.
En alumini reciclat se'l coneix com a alumini secundari, però manté les mateixes propietats que l'alumini primari. L'alumini secundari es produeix en molts formats i es fa servir en un 80% per aliatges d'injecció. Una altra aplicació important és per a l'extrusió. A més de ser més barats, els secundaris són tan bons com els primaris. També tenen les certificacions ISO 9000 i ISO 14000.
La fosa d'alumini secundari implica la seva producció a partir de productes usats d'aquest metall, els que són processats per recuperar metalls per pretractament, fosa i refinat.
S'utilitzen combustibles, fundents i aliatges, mentre que la remoció del magnesi es practica mitjançant l'addició de clor, clorur d'alumini o compostos orgànics clorats.
Les millors tècniques disponibles inclouen:
- Forns d'alta temperatura molt avançats.
- Alimentació lliure d'olis i clor.
- Cambra de combustió secundària amb refredament brusc.
- Adsorció amb carbó activat.
- Filtres de tela per eliminació de pols.

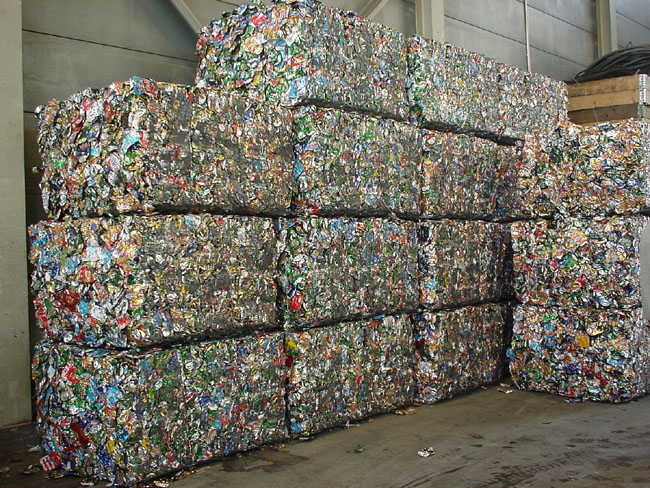
Ferralla d'alumini comprimida a les instal·lacions del Central European Waste Management (Àustria).

Durant l'any 2002, es van produir a Espanya 243.000 tones d'alumini reciclat i en el conjunt de l'Europa occidental aquesta xifra va ascendir a 3,6 milions de tones.
Per procedir al reciclatge de l'alumini primer cal realitzar una revisió i selecció de la ferralla i compactar adequadament, generalment en cubs la qual cosa facilita el seu emmagatzematge i transport.
El residu d'alumini és fàcil de manejar perquè és lleuger, no crema i no s'oxida i també és fàcil de transportar. L'alumini reciclat és un material cotitzat i rendible. El reciclatge d'alumini produeix beneficis, ja que proporciona ocupació i una font d'ingressos per mà d'obra no qualificada.

## Problemes de salut
Alguns dels efectes tòxics de l'alumini són deguts als dipòsits en els ossos i el sistema nerviós central, que augmenten sobretot en pacients amb funció renal reduïda. A causa que l'alumini competeix per a l'absorció amb el calci, una major quantitat d'alumini en la dieta pot contribuir a una mineralització òssia reduïda (osteopènia) observat en els nadons prematurs i en els nadons amb retard en el creixement. En dosis molt altes, l'alumini s'associa amb alteració de la funció de la barrera hematoencefàlica. Un petit percentatge de persones que són al·lèrgiques a l'alumini i presenten dermatitis de contacte, trastorns digestius, vòmits o altres símptomes després del contacte o la ingestió de productes que continguin alumini, com ara desodorants i antiàcids. En els que no tenen al·lèrgies, l'alumini no és tan tòxic com altres metalls pesants, però no hi ha evidència de certa toxicitat si es consumeix en quantitats superiors a 40 mg/dia per kg de pes corporal. Tot i que l'ús d'estris d'alumini no han demostrat que comportin generalment una toxicitat per l'alumini, el consum excessiu d'antiàcids que contenen compostos d'alumini i l'ús excessiu dels antitranspirants que contenen alumini proporcionen uns nivells d'exposició prou significatius. Els estudis han demostrat que el consum d'aliments àcids o líquids amb alumini augmenta significativament l'absorció d'alumini, i s'ha demostrat que el maltol augmenta l'acumulació d'alumini en el teixit nerviós i ossi. A més, l'alumini augmenta l'expressió gènica relacionada amb l'estrogen en cèl·lules de càncer de mama humanes cultivades al laboratori. Els efectes similars a l'estrogen d'aquestes sals han portat a la seva classificació com metal·loestrogen.
Els efectes d'alumini en els desodorants han estat examinats en el transcurs de dècades amb poca evidència d'irritació de la pell. No obstant això, ha causat preocupació la seva presència en els desodorants, colorants (com ara la laca d'alumini), i en els additius alimentaris. Encara que hi ha poca evidència que l'exposició normal d'alumini presenti un risc per als adults sans, alguns estudis apunten els riscos associats amb l'augment de l'exposició al metall. L'alumini en els aliments pot ser absorbit més que l'alumini contingut en l'aigua. Està classificat com un no-cancerigen pel Departament de Salut i Serveis Socials dels Estats Units.
En cas de sospita d'ingesta sobtada d'una gran quantitat d'alumini, es pot administrar mesilat de deferoxamina per ajudar a eliminar-lo del cos per quelació.

### Seguretat laboral
L'exposició a l'alumini en pols o als fums de la soldadura d'alumini pols poden causar fibrosi pulmonar. L'Administració de Seguretat i Salut Ocupacional dels Estats Units (OSHA) ha establert un límit d'exposició permissible de 15 mg/m3 de mitjana ponderada en el temps (MPT) per a l'exposició total i 5 mg/m3 de MPT per exposició respiratòria. Per l'Institut Nacional per a la Seguretat i Salut Ocupacionals (NIOSH) el límit d'exposició recomanat és el mateix per a l'exposició respiratòria, però és 10 mg/m3 per a l'exposició total, i 5 mg/m3 per als fums i la pols. La pols fina d'alumini es pot incendiar o explotar, el que planteja un altre risc laboral.

### Malaltia d'Alzheimer
L'alumini ha estat implicat de forma polèmica com un factor en la malaltia d'Alzheimer. D'acord amb la Societat per l'Alzheimer del Regne Unit, l'opinió mèdica i científica és que els estudis no han demostrat de manera convincent una relació causal entre l'alumini i la malaltia d'Alzheimer. No obstant això, alguns estudis, com ara els de la cohort PAQUID, citen l'exposició d'alumini com un factor de risc per a la malaltia d'Alzheimer. S'han trobat algunes plaques cerebrals que contenien nivells elevats del metall. La investigació en aquesta àrea no ha estat concloent; l'acumulació d'alumini podria ser una conseqüència de la malaltia en lloc d'un agent causal.

## Fang Vermell
El fang o llot vermell és un residu sòlid que es genera en el procés Bayer, el principal mètode industrial per a produir alúmina a partir de bauxita, amb la qual posteriorment s'obté alumini. Una planta de refinació de mida mitjana produeix una quantitat de llot vermell en una proporció d'una o dues vegades la quantitat d'alúmina produïda, encara que la proporció de llot generat varia en funció del tipus de bauxita utilitzada en la producció.
El llot constitueix uns dels problemes de la indústria de l'alumini més importants per la dificultat que resulta d'eliminar aquest residu constituït per partícules metàl·liques. El característic color vermell és a causa de la presència d'òxids de ferro hidrats, que pot arribar fins a un 60% de la massa del residu. A més dels òxids de ferro, les partícules més abundants són de sílice, alumini i diòxid de titani.
L'eliminació no és un procés fàcil. En la majoria dels països en què es genera llot vermell, aquest és emmagatzemat en un dipòsit o estanc. Presenta el problema de què, quan s'estableix un estanc per aquest fi, la zona ja no és apta per dur a terme activitat agrícola ni edificar, encara que es retiri la instal·lació d'emmagatzematge.
Degut al procés Bayer, el llot vermell és una substància altament bàsica, amb un pH d'entre 10 i 13. Per aquest motiu, actualment es duen a terme diversos mètodes per rebaixar el pH a uns nivells que redueixi l'impacte mediambiental.

## Contacte amb el medi ambient
Quan l'alumini entra en contacte amb l'atmosfera es forma una capa protectora molt subtil d'òxid (2,5 mm). Tot i que no s'ha comprovat mai, es creu que aquesta capa d'oxidació existeix en certs punts d'hidratació (Al₂O3·nH₂O), depenent de les condicions a l'exposició, en particular de la humitat relativa i de la temperatura. Això significa que en zones més càlides i humides serà major la hidratació. En ambients naturals, la reacció normal de corrosió implica la reacció amb l'aigua per formar hidròxid d'alumini i hidrogen[3]:
{\displaystyle {\ce {2Al + 6H2O -> 2Al(OH)3 + 3H2}}}
Fent, fins i tot sense la presència d'oxigen lliure, una capa tan resistent a la corrosió que garanteix el comportament dels aliatges d'alumini com a materials passius en els medis naturals: atmosfera, aigua dolça, aigua de mar i sòl.
Quan es produeix la corrosió en presència de contaminants: corrosió per picadures, intergranular, corrosió sota tensió o exfoliació (la corrosió per picadures és la més freqüent), contra el risc de la corrosió localitzada de l'alumini i els seus aliatges, es lluita especialment (en l'exposició atmosfèrica) a través de l'anodització, operació que multiplica l'espessor de la pel·lícula natural de l'òxid que es forma a l'atmosfera per un factor de 10×104. té com a objectiu desenvolupar en la seva capa més externa, una estructura porosa que potencia les seves aplicacions decoratives. Tot i així, requereix una operació addicional de segellat per adquirir la màxima resistència a la corrosió i garantir la durabilitat en ambients més agressius.
- L'alumini sense anoditzar es comporta sovint com un metall passiu i no mostra molts signes d'atac en cap estació atmosfèrica de l'any. En canvi en les estacions amb un elevat percentatge de clorurs (Cl-> 50 Mg/m²), l'alumini no anoditzat pateix un atac en forma de picadures, augmentant aquest atac amb la quantitat de clorurs presents. També pateix contaminació amb l'espècie SO₂ i un efecte perjudicial amb el carboni, formant com una mena de pila galvànica molt activa, amb un material com l'alumini (molt electronegatiu) i un material com el carboni (molt electropositiu).
- L'alumini anoditzat presenta una

solució molt correcta als problemes de corrosió de l'alumini en l'atmosfera al
pas del temps. El pas del temps suposa una millora en molt índex de qualitat.
L'alumini és un material molt contaminant en la seva producció. Produeix una gran generació de CO₂, un elevat consum energètic, produeix desforestació i contaminació d'aigües. Pel que fa a la contaminació de l'atmosfera de l'alumini, les indústries metal·lúrgiques de producció d'alumini, generen certa quantitat de CO, sulfur d'hidrogen, hidrocarburs, gas fluorurs i partícules sòlides fluorades. Això comporta que aquestes indústries metal·lúrgiques hagin d'estar habilitades en la protecció bàsica de l'atmosfera, ja que aquests productes són molt contaminants pel medi ambient, els ecosistemes i la capa d'ozó.
El principal problema és que en la producció d'alumini es produeixen agents fluorats, els quals són molt tòxics i contaminants per l'atmosfera. El refinament de la bauxita també és un procés contaminant elevat, ja que requereix un gran consum energètic i d'aigua. On també s'emeten partícules gasoses de SO₂ i NOx. En l'alumini refinat també cal un gran consum energètic. Emet fluorurs i partícules.
La producció d'alumini té un gran interès mundial en l'escalfament global de la terra, ja que en el refinat d'alumini calen elevades quantitats energètiques (14MWh/tona aproximadament) que això comporta unes altes emissions de CO₂.